# Tokyo Ensemble
Das Tokyo Ensemble (jap. 東京アンサンブル) ist ein Kammerorchester, das sich aus führenden japanischen Streichern zusammensetzt und bei Bedarf durch Bläser ergänzt wird. Es ist weltweit eines der wenigen Kammerorchester, die erfolgreich ohne Dirigenten konzertieren können, denn in intensiven Probenphasen probt das Tokyo Ensemble wie ein Streichquartett. Dabei ist das Tokyo Ensemble keine Vollzeit-Institution, sondern arbeitet auf Projektbasis, ähnlich dem bekannten Chamber Orchestra of Europe. Ein- bis zweimal pro Jahr treffen sich die Mitglieder des Ensembles zu einer intensiven Probephase sowie Konzerten und Tourneen.
In Japan existieren nur wenige Kammerensembles und -orchester. Mit Ausnahme des in den Vereinigten Staaten gegründeten Tokyo String Quartets erlangte bislang kein japanisches Kammerensemble internationale Anerkennung.
2001 vom Dirigenten und Geiger Joji Hattori gegründet, erhielt das Tokyo Ensemble bereits im Gründungsjahr eine Einladung von der Tokyo Opera City Foundation. Hierauf folgten rasch weitere nationale wie internationale Auftritte, darunter 2002 eine Einladung nach Seoul, im Juni 2003 gemeinsam mit der Pianistin Maria João Pires eine Tournee durch Portugal, 2005 durch China und im August 2006 auf Einladung des Vancouver-Festivals eine Konzertreise nach Kanada.
Bereits anlässlich des ersten Konzerts widmete der japanische Komponist Ikuma Dan dem Ensemble sein letztes Werk Zwei Fragmente in schwarz und gelb für Solo-Violine und Streichquartett.